# End-of-year Internationals 2014
Die End-of-year Internationals 2014 (auch als Autumn Internationals 2014 bezeichnet) waren eine vom 18. Oktober bis zum 29. November 2014 stattfindende Serie von internationalen Rugby-Union-Spielen zwischen Mannschaften der ersten, zweiten und dritten Stärkeklasse.

## Ergebnisse
(alle Zeitangaben entsprechen der jeweiligen Ortszeit)

### Drittes Spiel um den Bledisloe Cup
| 18. Oktober 2014 20:00 AEST | Australien | 28 : 29         | Neuseeland | Suncorp Stadium, Brisbane Zuschauer: 45.186 Schiedsrichter: Craig Joubert (Südafrika) |
| 18. Oktober 2014 20:00 AEST | Versuche: Phipps 11. erh. Foley 38. n.erh. Ashley-Cooper 42. n.erh. Erhöhungen: Foley (2/3) Straftritte: Foley (2/2) 32., 58. White (1/1) 76. | (15:12) Bericht | Versuche: Jane 14. erh. Coles 34. n.erh. Smith 68. erh. Fekitoa 80. erh. Erhöhungen: Barrett (2/3) Slade (1/1) Straftritte: Barrett (1/1) 53. | Suncorp Stadium, Brisbane Zuschauer: 45.186 Schiedsrichter: Craig Joubert (Südafrika) |

- Adam Ashley-Cooper absolvierte sein 100. Test Match für Australien.

### Woche 1
| 29. Oktober 2014 19:00 WAST | Namibia | 58 : 20        | Deutschland | Trustco United Rugby Club, Windhoek Zuschauer: 3.000 Schiedsrichter: Marius Jonker (Südafrika) |
| 29. Oktober 2014 19:00 WAST | Versuche: Deysel 3. n.erh. Tromp (2) 11. erh., 59. erh. Kitshoff (2) 22. erh., 29. erh. de la Harpe 38. erh. Forbes 43. n.erh. Dames 47. n.erh. Greyling 76. n.erh. Erhöhungen: Kaizemi (5/9) Straftritte: Kaizemi (1/2) 16. | (36:6) Bericht | Versuche: Brenner 63. erh. Armstrong 68. erh. Erhöhungen: Hilsenbeck (2/2) Straftritte: Hilsenbeck (2/2) 7., 10. | Trustco United Rugby Club, Windhoek Zuschauer: 3.000 Schiedsrichter: Marius Jonker (Südafrika) |

| 1. November 2014 14:00 JST | Japan                                                                                  | 21 : 61        | Māori All Blacks | Noevir Stadium Kobe, Kōbe Zuschauer: 21.234 Schiedsrichter: Luke Pearce (England) |
| 1. November 2014 14:00 JST | Versuche: Strafversuch (2) 25. erh., 73. erh. Mafi 52. erh. Erhöhungen: Gorōmaru (3/3) | (7:35) Bericht | Versuche: Eves 7. n.erh. Emery (2) 20. erh., 34. erh. Polwart 23. erh. West 46. erh. Milner-Skudder 55. n.erh. Ngatai 63. erh. Lowe 76. erh. Erhöhungen: West (6/8) Straftritte: West (3/5) 14., 17., 40. | Noevir Stadium Kobe, Kōbe Zuschauer: 21.234 Schiedsrichter: Luke Pearce (England) |

| 1. November 2014 14:30 JST | Barbarians | 36 : 40         | Australien | Twickenham Stadium, London Schiedsrichter: Jaco Peyper (Südafrika) |
| 1. November 2014 14:30 JST | Versuche: Halai 14. n.erh. Thomson 26. erh. Saili 47. erh. Cummins 73. erh. Boshoff 77. erh. Erhöhungen: Slade (2/3) Boshoff (2/2) Straftritte: Slade (1/1) 51. | (12:14) Bericht | Versuche: Carter 24. erh. Robinson 30. erh. Kuridrani 46. erh. Horne 57. n.erh. Foley 63. erh. McMahon 66. erh. Erhöhungen: Cooper (3/3) Foley (2/3) | Twickenham Stadium, London Schiedsrichter: Jaco Peyper (Südafrika) |

| 1. November 2014 15:00 CDT | Vereinigte Staaten                  | 6 : 74         | Neuseeland | Soldier Field, Chicago Zuschauer: 61.500 Schiedsrichter: Craig Joubert (Südafrika) |
| 1. November 2014 15:00 CDT | Straftritte: Siddall (2/2) 10., 17. | (6:43) Bericht | Versuche: Harris 2. n.erh. Jane 14. erh. Tuipolotu 19. erh. Williams (2) 20. erh., 29. erh. Piutau 25. n.erh. Savea (2) 33. n.erh., 78. erh. Moody 45. n.erh. Cruden 48. n.erh. Dagg 56. erh. Cane 64. erh. Erhöhungen: Cruden (4/9) Carter (3/3) | Soldier Field, Chicago Zuschauer: 61.500 Schiedsrichter: Craig Joubert (Südafrika) |

- Neuer Besucherrekord für ein Rugbyspiel in den Vereinigten Staaten.

| 2. November 2014 15:15 WEZ | RFU Championship XV                                                                                            | 28 : 23        | Kanada | Sixways Stadium, Worcester Schiedsrichter: Matthew Carley (England) |
| 2. November 2014 15:15 WEZ | Versuche: Bright 6. erh. Tovey 42. erh. Mama 47. erh. Phillips 70. erh. Erhöhungen: Rayner (3/3) Hallett (1/1) | (7:18) Bericht | Versuche: Gilmour 3. n.erh. McGorie (2) 27. erh., 53. n.erh. Erhöhungen: Pritchard (1/3) Straftritte: Pritchard (2/2) 9., 13. | Sixways Stadium, Worcester Schiedsrichter: Matthew Carley (England) |

### Woche 2
| 4. November 2014 19:30 WEZ | Leicester Tigers                                                                                                 | 26 : 59         | Barbarians | Welford Road Stadium, Leicester Zuschauer: 11.169 Schiedsrichter: Tim Wigglesworth (England) |
| 4. November 2014 19:30 WEZ | Versuche: Burns 29. erh. Gibson 31. erh. Loamanu 38. n.erh. Grant 75. erh. Erhöhungen: Williams (2/3) Bell (1/1) | (19:21) Bericht | Versuche: de Jongh (2) 7. erh., 71. erh. du Toit 11. erh. Saili 23. erh. Brüssow 60. erh. English 62. n.erh. Rhodes 68. erh. Li 78. n.erh. Botes 80. erh. Erhöhungen: Boshoff (5/6) Saili (1/1) Botes (1/2) | Welford Road Stadium, Leicester Zuschauer: 11.169 Schiedsrichter: Tim Wigglesworth (England) |

| 7. November 2014 19:00 WEZ | Kanada                                                                 | 17 : 13       | Namibia                                                                             | Eirias Park, Colwyn Bay Schiedsrichter: Stuart Berry (Südafrika) |
| 7. November 2014 19:00 WEZ | Versuche: Dala 57. n.erh. Straftritte: McRorie (4/4) 7., 12., 31., 45. | (9:6) Bericht | Versuche: Burger 74. erh. Erhöhungen: Kotzé (1/1) Straftritte: Kotzé (2/3) 25., 32. | Eirias Park, Colwyn Bay Schiedsrichter: Stuart Berry (Südafrika) |

| 8. November 2014 14:00 JST | Japan | 18 : 20        | Māori All Blacks | Prinz-Chichibu-Rugbystadion, Tokio Zuschauer: 20.515 Schiedsrichter: Angus Gardner (Australien) |
| 8. November 2014 14:00 JST | Versuche: Yamada 38. n.erh. Strafversuch 47. erh. Erhöhungen: Gorōmaru (1/2) Straftritte: Gorōmaru (2/3) 54., 72. | (5:15) Bericht | Versuche: Taylor 16. erh. Milner-Skudder 22. n.erh. Pryor 80. n.erh. Erhöhungen: West (1/2) Straftritte: West (1/2) 31. | Prinz-Chichibu-Rugbystadion, Tokio Zuschauer: 20.515 Schiedsrichter: Angus Gardner (Australien) |

| 8. November 2014 14:30 WEZ | England | 21 : 24         | Neuseeland | Twickenham Stadium, London Zuschauer: 82.223 Schiedsrichter: Nigel Owens (Wales) |
| 8. November 2014 14:30 WEZ | Versuche: May 3. n.erh. Strafversuch 79. erh. Erhöhungen: Ford (1/1) Straftritte: Farrell (3/3) 17., 21., 40. | (14:11) Bericht | Versuche: Cruden 13. n.erh. McCaw 45. n.erh. Faumuina 71. n.erh. Straftritte: Cruden (2/3) 23., 26. Barrett (1/2) 65. | Twickenham Stadium, London Zuschauer: 82.223 Schiedsrichter: Nigel Owens (Wales) |

| 8. November 2014 14:30 WEZ | Wales | 28 : 33         | Australien | Millennium Stadium, Cardiff Zuschauer: 55.004 Schiedsrichter: Craig Joubert (Südafrika) |
| 8. November 2014 14:30 WEZ | Versuche: Webb 2. erh. Cuthbert 24. erh. Wyn Jones 40. erh. Strafversuch 64. erh. Erhöhungen: Halfpenny (2/2) Biggar (2/2) | (21:21) Bericht | Versuche: Folau (2) 14. erh., 20. erh. Kuridrani 28. erh. Erhöhungen: Foley (3/3) Straftritte: Foley (3/3) 43., 56., 78. Dropgoals: Foley (1/1) 72. | Millennium Stadium, Cardiff Zuschauer: 55.004 Schiedsrichter: Craig Joubert (Südafrika) |

- Australien gewann zum zehnten aufeinanderfolgenden Male gegen Wales.

| 8. November 2014 15:00 MEZ | Italien | 24 : 13        | Samoa                                                                          | Stadio Cino e Lillo Del Duca, Ascoli Piceno Zuschauer: 11.100 Schiedsrichter: Steve Walsh (Australien) |
| 8. November 2014 15:00 MEZ | Versuche: Favaro 47. n.erh. Parisse 65. erh. Erhöhungen: Haimona (1/2) Straftritte: Haimona (4/6) 10., 43., 54., 73. | (3:10) Bericht | Versuche: Lam 32. erh. Erhöhungen: Pisi (1/1) Straftritte: Pisi (2/3) 26., 51. | Stadio Cino e Lillo Del Duca, Ascoli Piceno Zuschauer: 11.100 Schiedsrichter: Steve Walsh (Australien) |

- Quintin Geldenhuys nahm an seinem 50. Test Match für Italien teil.

| 8. November 2014 17:00 MZ | Georgien                                        | 9 : 23        | Tonga | Micheil-Meschi-Stadion, Tiflis Schiedsrichter: Pascal Gaüzère (Frankreich) |
| 8. November 2014 17:00 MZ | Straftritte: Kwirikaschwili (3/4) 11., 40., 51. | (6:3) Bericht | Versuche: Moa (2) 64. erh., 70. n.erh. Lilo 77. n.erh. Erhöhungen: Fosita (1/3) Straftritte: Morath (2/2) 27., 45. | Micheil-Meschi-Stadion, Tiflis Schiedsrichter: Pascal Gaüzère (Frankreich) |

| 8. November 2014 17:30 WEZ | Irland | 29 : 15       | Südafrika                                                                                                | Aviva Stadium, Dublin Zuschauer: 51.100 Schiedsrichter: Romain Poite (Frankreich) |
| 8. November 2014 17:30 WEZ | Versuche: Ruddock 41. erh. Bowe 71. erh. Erhöhungen: Sexton (2/2) Straftritte: Sexton (4/4) 8., 23., 62., 70. Madigan (1/1) 78. | (6:3) Bericht | Versuche: Coetzee 56. erh. Pietersen 79. n.erh. Erhöhungen: Pollard (1/1) Straftritte: Pollard (1/2) 37. | Aviva Stadium, Dublin Zuschauer: 51.100 Schiedsrichter: Romain Poite (Frankreich) |

| 8. November 2014 17:30 WEZ | Schottland | 41 : 31         | Argentinien | Murrayfield Stadium, Edinburgh Zuschauer: 36.764 Schiedsrichter: Wayne Barnes (England) |
| 8. November 2014 17:30 WEZ | Versuche: R. Gray 5. erh. J. Gray 22. erh. Maitland 24. erh. Hogg 46. erh. Seymour 70. erh. Erhöhungen: Laidlaw (4/4) Weir (1/1) Straftritte: Laidlaw (2/4) 32., 61. | (24:10) Bericht | Versuche: Ortega Desio 1. erh. Strafversuch 69. erh. Cubelli (2) 73. erh., 79. erh. Erhöhungen: Sánchez (1/1) Martín Hernández (3/3) Straftritte: Sánchez (1/2) 12. | Murrayfield Stadium, Edinburgh Zuschauer: 36.764 Schiedsrichter: Wayne Barnes (England) |

- Juan Martín Hernández absolvierte sein 50. Teset Match für Argentinien.

| 8. November 2014 17:45 MEZ | Frankreich | 40 : 15        | Fidschi                                                                                              | Stade Vélodrome, Marseille Zuschauer: 44.228 Schiedsrichter: Glen Jackson (Neuseeland) |
| 8. November 2014 17:45 MEZ | Versuche: Thomas (3) 1. n.erh., 53. erh., 55. n.erh. Papé 66. erh. Fofana 72. erh. Erhöhungen: Lopez (2/4) Kockott (1/1) Straftritte: Lopez (3/4) 7., 28., 40. | (14:0) Bericht | Versuche: Ratini 45. n.erh. Nagusa 80+1. erh. Erhöhungen: Nadolo (1/2) Straftritte: Nadolo (1/2) 43. | Stade Vélodrome, Marseille Zuschauer: 44.228 Schiedsrichter: Glen Jackson (Neuseeland) |

| 8. November 2014 18:00 HKT | Hongkong                                                                   | 10 : 31        | Russland | Kings Park Sports Ground, Hongkong Schiedsrichter: Akihisa Aso (Japan) |
| 8. November 2014 18:00 HKT | Versuche: Varty 74. erh. Erhöhungen: Hood (1/1) Straftritte: Hood (1/1) 9. | (3:23) Bericht | Versuche: Otrokow 13. erh. Galinowski 39. erh. Sidrow 78. n.erh. Erhöhungen: Kuschnarjow (2/3) Straftritte: Kuschnarjow (4/4) 3., 21., 30., 48. | Kings Park Sports Ground, Hongkong Schiedsrichter: Akihisa Aso (Japan) |

- Wassili Artemjew absolvierte sein 50. Test Match für Russland.

| 8. November 2014 18:30 OEZ | Rumänien                                                                                             | 17 : 27        | Vereinigte Staaten | Stadionul Arcul de Triumf, Bukarest Schiedsrichter: Leighton Hodges (Wales) |
| 8. November 2014 18:30 OEZ | Versuche: Strafversuch 46. erh. Carpo 69. erh. Erhöhungen: Vlaicu (2/2) Straftritte: Vlaicu (1/4) 8. | (3:17) Bericht | Versuche: Ngwenya 3. erh. Stanfill 29. erh. Niua 66. erh. Erhöhungen: Siddall (3/3) Straftritte: Siddall (1/1) 40. Dropgoals: Petri (1/1) 58. | Stadionul Arcul de Triumf, Bukarest Schiedsrichter: Leighton Hodges (Wales) |

### Woche 3
| 14. November 2014 17:15 MEZ | Italien                                                             | 18 : 20         | Argentinien | Stadio Luigi Ferraris, Genua Zuschauer: 12.129 Schiedsrichter: Craig Joubert (Südafrika) |
| 14. November 2014 17:15 MEZ | Straftritte: Haimona (5/6) 3., 14., 20., 22., 49. Orquera (1/1) 72. | (12:10) Bericht | Versuche: González Amorosino 39. erh. de la Fuente 57. erh. Erhöhungen: Hernández (2/2) Straftritte: Hernández (1/2) 11. Sánchez 68. | Stadio Luigi Ferraris, Genua Zuschauer: 12.129 Schiedsrichter: Craig Joubert (Südafrika) |

| 14. November 2014 19:00 MEZ | French Barbarians | 35 : 14         | Namibia                                                                            | Stade Mayol, Toulon Schiedsrichter: Leighton Hodges (Wales) |
| 14. November 2014 19:00 MEZ | Versuche: Capó Ortega 12. erh. Plisson 16. erh. Palisson 26. erh. Bias 37. erh. Fresia 42. erh. Erhöhungen: Plisson (5/5) | (28:14) Bericht | Versuche: van Lil 5. erh. Kotzé 32. erh. Erhöhungen: Kotzé (1/1) de la Harpe (1/1) | Stade Mayol, Toulon Schiedsrichter: Leighton Hodges (Wales) |

| 14. November 2014 19:00 MEZ | Samoa | 23 : 13       | Kanada                                                                                     | Stade de la Rabine, Vannes Zuschauer: 5.000 Schiedsrichter: George Clancy (Irland) |
| 14. November 2014 19:00 MEZ | Versuche: Perenise 60. erh. W. Stanley 72. erh. Erhöhungen: M. Stanley (2/2) Straftritte: M. Stanley (3/6) 12., 18., 30. | (9:3) Bericht | Versuche: Trainor 70. erh. Erhöhungen: Pritchard (1/1) Straftritte: McRorie (2/2) 34., 42. | Stade de la Rabine, Vannes Zuschauer: 5.000 Schiedsrichter: George Clancy (Irland) |

| 15. November 2014 14:30 | England | 28 : 31        | Südafrika | Twickenham Stadium, London Zuschauer: 82.000 Schiedsrichter: Steve Walsh (Australien) |
| 15. November 2014 14:30 | Versuche: Wilson 44. erh. Morgan 47. erh. Barritt 78. n.erh. Erhöhungen: Farrell (2/2) Straftritte: Farrell (2/2) 27., 35. Ford (1/1) 67. | (6:13) Bericht | Versuche: Serfontein 15. erh. Reinach 40. erh. Burger 53. n.erh. Erhöhungen: Lambie (2/3) Straftritte: Lambie (3/4) 10., 32., 66. Dropgoals: Lambie (1/1) 76. | Twickenham Stadium, London Zuschauer: 82.000 Schiedsrichter: Steve Walsh (Australien) |

- Danny Care spielte zum 50. Mal in einem Test Match für Rumänien.

| 15. November 2014 14:30 | Wales                                                                                            | 17 : 13        | Fidschi                                                                               | Millennium Stadium, Cardiff Zuschauer: 61.326 Schiedsrichter: Pascal Gaüzère (Frankreich) |
| 15. November 2014 14:30 | Versuche: North 6. n.erh. Cuthbert 18. n.erh. Strafversuch 36. erh. Erhöhungen: Priestland (1/3) | (17:6) Bericht | Versuche: Nadolo 77. erh. Erhöhungen: Nadolo (1/1) Straftritte: Nadolo (2/4) 22., 28. | Millennium Stadium, Cardiff Zuschauer: 61.326 Schiedsrichter: Pascal Gaüzère (Frankreich) |

| 15. November 2014 16:00 | Rumänien                                                                                    | 13 : 18        | Japan                                                    | Stadionul Arcul de Triumf, Bukarest Zuschauer: 2.715 Schiedsrichter: Stuart Berry (Südafrika) |
| 15. November 2014 16:00 | Versuche: Strafversuch 27. erh. Erhöhungen: Vlaicu (1/1) Straftritte: Vlaicu (2/3) 17., 79. | (10:9) Bericht | Straftritte: Gorōmaru (6/6) 14., 32., 40., 45., 57., 78. | Stadionul Arcul de Triumf, Bukarest Zuschauer: 2.715 Schiedsrichter: Stuart Berry (Südafrika) |

- Daniel Carpo spielte zum 50. Mal in einem Test Match für Rumänien.

| 15. November 2014 16:45 | Tonga | 40 : 12         | Vereinigte Staaten                                                 | Kingsholm Stadium, Gloucester Zuschauer: 8.949 Schiedsrichter: Mike Fraser (Neuseeland) |
| 15. November 2014 16:45 | Versuche: Vainikolo 13. n.erh. Ma'afu 49. erh. Lilo 52. erh. Halaifonua 55. n.erh. Latu 78. erh. Erhöhungen: Morath (2/4) Fosita (1/1) Straftritte: Morath (3/4) 7., 20., 27. | (14:12) Bericht | Versuche: Stanfill 3. erh. Quill 38. n.erh. Erhöhungen: Niua (1/2) | Kingsholm Stadium, Gloucester Zuschauer: 8.949 Schiedsrichter: Mike Fraser (Neuseeland) |

| 15. November 2014 17:30 | Schottland                                                                                    | 16 : 24         | Neuseeland | Murrayfield Stadium, Edinburgh Zuschauer: 66.004 Schiedsrichter: Romain Poite (Frankreich) |
| 15. November 2014 17:30 | Versuche: Seymour 11. erh. Erhöhungen: Laidlaw (1/1) Straftritte: Laidlaw (3/4) 35., 45., 66. | (10:14) Bericht | Versuche: Vito 9. n.erh. Thrush 73. erh. Erhöhungen: Slade (1/1) Straftritte: Carter (3/4) 26., 31., 40. Slade (1/1) | Murrayfield Stadium, Edinburgh Zuschauer: 66.004 Schiedsrichter: Romain Poite (Frankreich) |

| 15. November 2014 18:00 HKT | Hongkong | 29 : 37 | Russland | Hong Kong Football Club Stadium, Hongkong Schiedsrichter: Shūhei Kubo (Japan) |
| 15. November 2014 18:00 HKT | Versuche: McQueen (2) 15. erh., 50. erh. Varty 43. erh. Woodward 49. n.erh. Erhöhungen: Hood (3/4) Straftritte: Hood (1/2) 34. | (10:27) | Versuche: Galinowski (2) 6. erh., 21. n.erh. Wassili Artemjew 31. erh. Serkow 39. n.erh. Strafversuch 61. erh. Erhöhungen: Gaissin (3/5) Straftritte: Gaissin (2/3) 11., 55. | Hong Kong Football Club Stadium, Hongkong Schiedsrichter: Shūhei Kubo (Japan) |

| 15. November 2014 21:00 MEZ | Frankreich | 29 : 26         | Australien | Stade de France, Paris Zuschauer: 75.000 Schiedsrichter: Nigel Owens (Wales) |
| 15. November 2014 21:00 MEZ | Versuche: Tillous-Borde 6. erh. Thomas 28. erh. Erhöhungen: Lopez (2/2) Straftritte: Lopez (4/5) 16., 43., 48., 62. Kockott (1/1) 71. | (17:16) Bericht | Versuche: Ashley-Cooper 34. erh. Simmons 76. erh. Erhöhungen: Foley (2/2) Straftritte: Foley (4/4) 10., 19., 39., 53. | Stade de France, Paris Zuschauer: 75.000 Schiedsrichter: Nigel Owens (Wales) |

- Sekope Kepu spielte zum 50. Mal in einem Test Match für Australien.

| 16. November 14:30 WEZ | Irland | 49 : 7        | Georgien                                                     | Aviva Stadium, Dublin Schiedsrichter: JP Doyle (England) |
| 16. November 14:30 WEZ | Versuche: Kilcoyne 42. erh. Strauss 50. erh. Zebo 61. erh. Jones 67. n.erh., 71. erh. Olding 73. erh. Erhöhungen: Madigan (5/6) Straftritte: Madigan (3/4) 11., 16., 40. | (9:0) Bericht | Versuche: Nemsadse 56. erh. Erhöhungen: Kwirikaschwili (1/1) | Aviva Stadium, Dublin Schiedsrichter: JP Doyle (England) |

- Lascha Malaghuradse absolvierte sein 50. Mal Test Match für Georgien.

### Woche 4
| 21. November 2014 19:00 MEZ | Fidschi | 20 : 14        | Vereinigte Staaten                                                 | Stade de la Rabine, Vannes Schiedsrichter: John Lacey (Irland) |
| 21. November 2014 19:00 MEZ | Versuche: Nagusa 26. erh. Votu 29. n.erh., 49. n.erh. Erhöhungen: Nadolo (1/3) Straftritte: Nadolo (1/1) 10. | (15:0) Bericht | Versuche: Kelly 41. erh. Ngwenya 58. erh. Erhöhungen: McLean (2/2) | Stade de la Rabine, Vannes Schiedsrichter: John Lacey (Irland) |

| 22. November 14:30 WEZ | Schottland | 37 : 12         | Tonga                                       | Rugby Park, Kilmarnock Zuschauer: 16.026 Schiedsrichter: JP Doyle (England) |
| 22. November 14:30 WEZ | Versuche: Cowan 14. erh. Hogg 32. erh. Dunbar 47. n.erh. Cross 67. erh. Seymour 75. n.erh. Erhöhungen: Laidlaw (3/4) Straftritte: Laidlaw (2/2) 53., 64. | (14:12) Bericht | Straftritte: Fosita (4/5) 9., 20., 22., 27. | Rugby Park, Kilmarnock Zuschauer: 16.026 Schiedsrichter: JP Doyle (England) |

| 22. November 2014 15:00 MEZ | Italien                             | 6 : 22        | Südafrika | Stadio Euganeo, Padua Zuschauer: 24.500 Schiedsrichter: Jérôme Garcès (Frankreich) |
| 22. November 2014 15:00 MEZ | Straftritte: Haimona (2/4) 11., 40. | (6:8) Bericht | Versuche: Oosthuizen 21. n.erh. Reinach 58. erh. Habana 79. erh. Erhöhungen: Pollard (2/2) Straftritte: Lambie (1/1) 15. | Stadio Euganeo, Padua Zuschauer: 24.500 Schiedsrichter: Jérôme Garcès (Frankreich) |

| 22. November 2014 16:30 WEZ | Irland | 26 : 23         | Australien | Aviva Stadium, Dublin Zuschauer: 51.100 Schiedsrichter: Glen Jackson (Neuseeland) |
| 22. November 2014 16:30 WEZ | Versuche: Zebo 11. erh. Bowe 14. erh. Erhöhungen: Sexton (2/2) Straftritte: Sexton (4/5) 5., 40., 45., 63. | (20:20) Bericht | Versuche: Phipps 17. erh., 30. n.erh. Foley 22. n.erh. Erhöhungen: Foley (1/3) Straftritte: Foley (2/2) 36., 48. | Aviva Stadium, Dublin Zuschauer: 51.100 Schiedsrichter: Glen Jackson (Neuseeland) |

| 22. November 2014 16:30 WEZ | Portugal | 29 : 20         | Namibia                                                                                                  | Estádio Universitário de Lisboa, Lissabon Schiedsrichter: Federico Anselmi (Argentinien) |
| 22. November 2014 16:30 WEZ | Versuche: Lima 11. erh. Almeida 38. n.erh. Ávila 43. erh., 70. erh. Erhöhungen: Girão (3/4) Straftritte: Girão (1/1) 52. | (12:13) Bericht | Versuche: van Jaarsveld 24. erh. Tromp 78. erh. Erhöhungen: Kotzé (2/2) Straftritte: Kotzé (2/3) 5., 20. | Estádio Universitário de Lisboa, Lissabon Schiedsrichter: Federico Anselmi (Argentinien) |

| 22. November 2014 17:30 WEZ | Wales                                                                                         | 16 : 34       | Neuseeland | Millennium Stadium, Cardiff Zuschauer: 72.000 Schiedsrichter: Wayne Barnes (England) |
| 22. November 2014 17:30 WEZ | Versuche: Webb 45. erh. Erhöhungen: Halfpenny (1/1) Straftritte: Halfpenny (3/3) 6., 51., 67. | (3:3) Bericht | Versuche: Savea 42. erh. Kaino 63. n.erh. Barrett 69. erh., 76. n.erh. Read 72. erh. Erhöhungen: Barrett (1/2) Slade (2/3) Straftritte: Barrett (1/2) 22. | Millennium Stadium, Cardiff Zuschauer: 72.000 Schiedsrichter: Wayne Barnes (England) |

- Luke Charteris spielte zum 50. Mal in einem Test Match für Wales.
- Richie McCaw führte die All Blacks zum 100. Mal als Mannschaftskapitän an.

| 22. November 2014 18:30 OEZ | Rumänien                                               | 18 : 9        | Kanada                                                 | Stadionul Arcul de Triumf, Bukarest Schiedsrichter: Nick Briant (Neuseeland) |
| 22. November 2014 18:30 OEZ | Straftritte: Vlaicu (6/7) 28., 37., 50., 54., 60., 73. | (6:3) Bericht | Straftritte: Pritchard (2/3) 5., 57. McRorie (1/2) 47. | Stadionul Arcul de Triumf, Bukarest Schiedsrichter: Nick Briant (Neuseeland) |

| 22. November 2014 19:00 WEZ | England | 28 : 9         | Samoa                                | Twickenham Stadium, London Zuschauer: 82.076 Schiedsrichter: Jaco Peyper (Südafrika) |
| 22. November 2014 19:00 WEZ | Versuche: May 19. erh., 52. n.erh. Brown 45. erh. Erhöhungen: Ford (2/3) Straftritte: Ford (3/4) 17., 26., 41. | (13:6) Bericht | Straftritte: Pisi (3/4) 3., 23., 49. | Twickenham Stadium, London Zuschauer: 82.076 Schiedsrichter: Jaco Peyper (Südafrika) |

| 22. November 2014 21:00 MEZ | Frankreich                                                                                       | 13 : 18        | Argentinien                                                                                   | Stade de France, Paris Zuschauer: 45.000 Schiedsrichter: George Clancy (Irland) |
| 22. November 2014 21:00 MEZ | Versuche: Fofana 56. erh. Erhöhungen: Lopez (1/1) Straftritte: Lopez (1/3) 36. Kockott (1/2) 63. | (3:15) Bericht | Straftritte: Sánchez (2/4) 1., 25. Dropgoals: Sánchez (3/3) 16., 29., 45. Hernández (1/2) 27. | Stade de France, Paris Zuschauer: 45.000 Schiedsrichter: George Clancy (Irland) |

| 23. November 2014 17:00 MZ | Georgien | 35 : 24         | Japan | Micheil-Meschi-Stadion, Tiflis Schiedsrichter: Romain Poite (Frankreich) |
| 23. November 2014 17:00 MZ | Versuche: Mamukaschwili 12. n.erh. Strafversuch 22. erh. Kwirikaschwili 38. n.erh. Chmaladse 53. n.erh. Ziklauri 75. erh. Erhöhungen: Kwirikaschwili (2/5) Straftritte: Kwirikaschwili (2/2) 52., 72. | (17:10) Bericht | Versuche: Hesketh 29. erh., 67. erh. Tatekawa 78. erh. Erhöhungen: Gorōmaru (3/3) Straftritte: Gorōmaru (1/1) 27. | Micheil-Meschi-Stadion, Tiflis Schiedsrichter: Romain Poite (Frankreich) |

- Dies war Georgiens erster Sieg über Japan.

### Woche 5
| 29. November 2014 12:00 BRST | Brasilien | 21 : 13 | Paraguay | Estádio Martins Pereira, São José dos Campos Schiedsrichter: Joaquín Montes (Uruguay) |
| 29. November 2014 12:00 BRST |           |         |          | Estádio Martins Pereira, São José dos Campos Schiedsrichter: Joaquín Montes (Uruguay) |

| 29. November 2014 14:30 WEZ | England                                                                                              | 26 : 17        | Australien                                                                                                 | Twickenham Stadium, London Zuschauer: 82.044 Schiedsrichter: Jérôme Garcès (Frankreich) |
| 29. November 2014 14:30 WEZ | Versuche: Morgan 28. erh., 56. erh. Erhöhungen: Ford (2/2) Straftritte: Ford (4/6) 6., 12., 63., 76. | (13:3) Bericht | Versuche: Foley 44. erh. Skelton 59. erh. Erhöhungen: Foley (1/1) Cooper (1/1) Straftritte: Foley (1/1) 3. | Twickenham Stadium, London Zuschauer: 82.044 Schiedsrichter: Jérôme Garcès (Frankreich) |

- Rob Simmons spielte zum 50. Mal in einem Test Match für Australien.

| 29. November 2014 14:30 WEZ | Wales                                          | 12 : 6        | Südafrika                         | Millennium Stadium, Cardiff Zuschauer: 58.225 Schiedsrichter: John Lacey (Irland) |
| 29. November 2014 14:30 WEZ | Straftritte: Halfpenny (4/5) 3., 47., 52., 56. | (3:3) Bericht | Straftritte: Lambie (2/3) 9., 50. | Millennium Stadium, Cardiff Zuschauer: 58.225 Schiedsrichter: John Lacey (Irland) |

- Dies war der erste Sieg der Waliser über die Springboks seit 1999 (und der zweite überhaupt).